# Matthias Pintscher
Matthias Pintscher (Marl, 29 de enero de 1971, Marl) es un compositor y director de orquesta alemán. 

## Biografía
De joven, estudió violín y también dirigió.
Pintscher comenzó sus estudios musicales con Giselher Klebe en 1988 en la Hochschule für Musik Detmold; en 1990 conoció a Hans Werner Henze y en 1991 y 1992 fue invitado por Henze a la escuela de verano de Montepulciano, Italia. 
Posteriormente, estudió con Manfred Trojahn en la Hochschule de Düsseldorf.
Varias de sus obras orquestales y vocales se han interpretado en lugares como el Carnegie Hall y el Royal Albert Hall. Algunas de sus composiciones más notables son Choc (1996) y Janusgesicht (2001).
Matthias Pintscher vive ahora en Fráncfort del Meno, París y Nueva York. 
Desde el año 2007 es profesor de composición de la «Hochschule für Musik und Theater» de Múnich y desde 2013 es el director del Ensemble Intercontemporain de Paris.

## Premios y distinciones
- 1992 - Primer premio en «Agosto Corcianese Composition Competition» (Perugia).
- 1993 - Rolf Liebermann Prize de la Körber Foundation, para escribir una ópera.
- 1994 - Prix de la SACEM (París).
- 1995 - Kasseler Kunstpreis (Arts Prize, Kassel).
- 1996 - Opera Prize de la Körber Foundation, Hamburgo, por Thomas Chatterton.
- 1999 - Premio de Composición Musical Príncipe Pierre de Mónaco, por Thomas Chatterton.
- 1999 - Cultural Prize de la VR Leasing AG (Frankfurt).
- 2000 - Composition Prize del Festival de verano de Salzburgo.
- 2000 - Hindemith Prize del Schleswig-Holstein Music Festival.
- 2001 - Grand Prix de la Académie Charles Gros por un CD grabado por Teldec en »New Line« serie.
- 2002 - Hans Werner Henze Prize (Westphalian Music prize).
- 2004 - Miembro de la Bavarian Academy of Fine Arts, Munich.
- 2006 - Composer-in-residence del Festival de Lucerna.
- 2006/07 - Composer-in-residence de la RSO Saarbrücken.
- 2007/08 - Composer-in-residence de la Kölner Philharmonie.

## Catálogo de obras
| Año     | Obra | Tipo de obra                   | Duración |
| ------- | --- | ------------------------------ | -------- |
| 1988    | Cuarteto de cuerda nº 1. | Música de cámara (cuarteto)    | -        |
| 1989    | Sinfonía nº 1 . | Música orquestal               | -        |
| 1989    | Sinfonía nº 2, para alto y gran orquesta. | Música orquestal               | -        |
| 1989    | Fantasmagoria, para clarinete y conjunto instrumental . | Música instrumental            |          |
| 1989    | Cadenza, para clarinete. | Música solista (clarinete)     | -        |
| 1990    | Ofelia. Ciclo in tres partes para soprano y piano, según el poema de A. Rimbaud .                                                                                              | Música vocal (instrumentos)    | -        |
| 1990    | Sinfonía nº 3 (Fragmento) . | Música orquestal               | -        |
| 1990    | 2° quartetto d’archi. | Música de cámara (cuarteto)    | 26:00    |
| 1991    | Invocazioni, para orquesta sinfónica de instrumentos a fiato. | Música orquestal               | 15:00    |
| 1991    | Partita, para cello. | Música solista (cello)         | 19:00    |
| 1991    | Omaggio a Giovanni Paisiello, dos fantasías sobre fragmentos temáticos del cuarteto de cuerda, para violín (rev. 1995).                                                        | Música solista (violín)        | 12:00    |
| 1991    | Monumento I, in memoria de Arthur Rimbaud, para piano. | Música solista (piano)         | 16:00    |
| 1992    | Tableau / Miroir, trenos en dos partes, para piano. | Música solista (piano)         | 18:00    |
| 1992    | 4° quartetto d’archi "Ritratto di Gesualdo". | Música de cámara               | 27:00    |
| 1992    | La Metamorfosi di Narciso, Allegoria sonora para cello y conjunto instrumental.                                                                                                | Música concertante             | 34:00    |
| 1993    | Devant une neige (Monumento II), para orquesta. | Música orquestal               | 23:00    |
| 1993    | Dunkles Feld - Berückung (rev. 1998), escena para gran orquesta. | Música orquestal               | 23:00    |
| 1993    | Sieben Bagatellen mit Apotheose der Glasharmonika, para clarinete bajo (rev. 2001) o para clarinete (1994, rev. 2001).                                                         | Música solista (clarinete)     | 15:00    |
| 1993    | Départ (Monumento III), para ensemble (rev. 1995). | Música de cámara               | 09:00    |
| 1993-94 | Gesprungene Glocken, música teatral (rev. 2000). | Música escénica (teatral)      | 60:00    |
| 1994    | Nacht. Mondschein. Escena de la danza de la obra teatral "Gesprungene Glocken", para piano.                                                                                    | Música solista (piano)         | 07:00    |
| 1994    | dernier espace avec introspecteur, instalación para una escultura de Joseph Beuys, para acordeón (bajan) y cello.                                                              | Música de cámara               | 21:00    |
| 1994-08 | Thomas Chatterton, ópera (estrenada en 1998). | Música escénica (ópera)        | :00      |
| 1996    | Choc (Monumento IV), antífona para gran orquesta. | Música orquestal               | 20:00    |
| 1996    | Gesprungene Glocken, Suite de concierto. | Música orquestal               | 17:00    |
| 1997    | a twilight's song, para soprano y siete instrumentos, sobre un poema de e. e. Cummings.                                                                                        | Música vocal (instrumentos)    | 15:00    |
| 1997    | Fünf Orchesterstücke, para orquesta. | Música orquestal               | 20:00    |
| 1997    | Figura II / Frammento, para cuarteto de cuerda. | Música de cámara (cuarteto)    | 03:30    |
| 1998    | Figura I, para acordeón y cuarteto de cuerda. | Música de cámara (cuarteto)    | 10:00    |
| 1998    | Music aus “Thomas Chatterton”, para barítono y orquesta. | Música vocal (orquesta)        | 25:00    |
| 1998    | Monumento V, in memoria di Arthur Rimbaud, para soprano, cuatro mezzosopranos, tres cellos y conjunto instrumental.                                                            | Música vocal (instrumentos)    | 18:00    |
| 1999    | Hérodiade Fragmente (Texto de Stephan Mallarmé). Escena dramática para soprano y orquesta.                                                                                     | Música vocal (orquesta)        | 24:00    |
| 1999    | in nomine, Übermalung para viola. | Música solista (viola)         | 08:00    |
| 1999    | Figura IV / Passaggio, para cuarteto de cuerda. | Música de cámara (cuarteto)    | 08:00    |
| 2000    | Figura III, para acordeón. | Música solista (acordeón)      | 08:00    |
| 2000    | Figura V / Assonanza, para cello. | Música solista (cello)         | 06:00    |
| 2000    | sur «Départ» (Rimbaud), para tres grupos orquestales, tres chelos y 16 voces femeninas.                                                                                        | Música orquestal               | 17:00    |
| 2000    | Lieder und Schneebilder, para soprano y piano (poemas de Edward Estlin Cummings).                                                                                              | Música vocal (orquesta)        | 20:00    |
| 2000-01 | tenebrae, para viola y pequeño conjunto con electrónica en vivo. | Música concertante             | 20:00    |
| 2001    | Vers quelque part ... - façons de partir, para voces femeninas y percusión (o voces femeninas, percusión, tres cellos y electrónica en vivo).                                  | Música vocal (orquesta)        | 16:00    |
| 2001    | Janusgesicht, para viola y chelo. | Música de cámara               | 10:00    |
| 2001-02 | with lilies white, fantasía para orquesta con voces. | Música orquestal               | 20:00    |
| 2002-03 | L’espace dernier, música teatral en cuatro partes sur des textes et images autour de l‘œuvre et de la vie d’Arthur Rimbaud) (Estreno en La Bastilla, 23 de noviembre de 2004). | Música escénica (teatral)      | -        |
| 2002-03 | en sourdine, para violín y orquesta. | Música orquestal (concertante) | 24:30    |
| 2004    | Study I for Treatise on the Veil, para violín y chelo. | Música de cámara               | 14:00    |
| 2004    | on a clear day, para piano. | Música solista (piano)         | 08:00    |
| 2004-05 | Reflections on Narcissus, para chelo y orquesta. | Música orquestal (concertante) | 37:00    |
| 2006    | Study II for Treatise on the Veil, para violín, viola y chelo. | Música de cámara               | 15:00    |
| 2006    | Towards Osiris, estudio para orquesta. | Música orquestal               | 08:00    |
| 2006    | The Garden, memento para contratenor, percusión y piano. | Música vocal (instrumentos)    | 07:00    |
| 2005-06 | Verzeichnete Spur, para contrabajo, drei violonchelos, instrumentos y electrónica en vivo.                                                                                     | Música orquestal               | 15:00    |
| 2005-06 | Transir, para violín. | Música concertante             | 20:00    |
| 2006    | Svelto, para violín, violoncello y piano. | Música de cámara               | -        |
| 2006    | Study III for Treatise on the Veil, para violín, viola y chelo. | Música de cámara               | 12:00    |
| 2007    | Osiris, para orquesta. | Música orquestal               | 23:00    |
| 2007    | Riementon, para percusión solista. | Música solista percusión)      | 12:00    |
| 2008    | Shining Forth, para trompeta en Bb. | Música solista (trompeta)      | 08:00    |